# 林里布爾卡山
8°53′40″S 77°36′39″W / 8.89444°S 77.61083°W

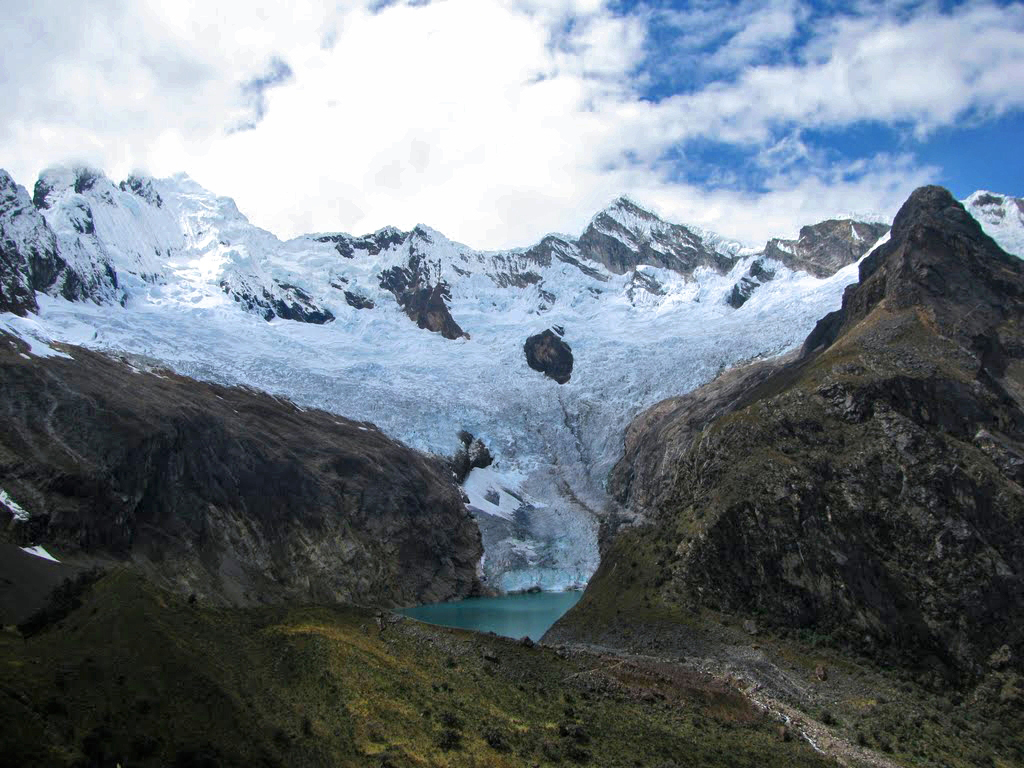

林里布爾卡山（西班牙語：Rinrijirca），是秘魯的山峰，位於該國北部安卡什大區，處於普拉希爾卡山以南，屬於安第斯山脈中布蘭卡山脈的一部分，海拔高度5,810米。